# مارسل موریمونت
مارسل موریمونت (انگلیسی: Marcel Morimont؛ ۹ ژوئن ۱۸۸۶ – unknown) قایقران روئینگ اهل بلژیک بود.
وی در مسابقات کشوری و بین‌المللی در مجموع برندهٔ ۳ مدال طلا، ۱ مدال نقره شده‌است.